# Caleb Moore
Caleb Moore (Krum, 8 agosto 1987 – Grand Junction, 31 gennaio 2013) è stato uno sportivo statunitense.
È stata la prima persona a morire a causa delle ferite riportate durante un X Games.
Durante la sua carriera negli X Games, Moore ha collezionato quattro medaglie.
Morì a soli 25 anni a seguito di un incidente con la motoslitta.